# Antonello Cabras
Antonello Cabras (Sant'Antioco, 22 ottobre 1949) è un politico italiano.

## Biografia
Dopo la laurea in ingegneria, dal 1973 ha insegnato presso diversi istituti tecnici della Sardegna. 
Dal 1984 al 1987 è stato Sindaco del Comune di Sant'Antioco.
Dal 1987 al 1994 Consigliere regionale della Sardegna per il Partito Socialista Italiano, ricoprendo dal settembre 1989 al novembre 1991 il ruolo di Assessore Regionale Bilancio e Programmazione e fino ad agosto 1994 di Presidente della Regione Sardegna.
È stato Senatore della Repubblica nelle legislature XIII, XV, XVI e deputato nella XIV Legislatura.
Il 14 ottobre 2007 si è candidato alle primarie del PD per decidere il segretario regionale del partito in Sardegna sconfiggendo il presidente della regione Renato Soru. Successivamente i contrasti tra l'area Soru e quella Cabras e l'idea del Governatore di ricandidarsi alle regionali 2009 senza affrontare le primarie hanno portato il PD a una grave spaccatura e alle dimissioni di Cabras.
Il 30 dicembre 2010 presenta la propria candidatura alle primarie per la scelta del candidato sindaco della coalizione di centrosinistra per le elezioni amministrative del 2011 del Comune di Cagliari venendo sconfitto il 30 gennaio 2011 da Massimo Zedda per 674 voti e un distacco del 12%. Dal 2013 è Presidente della Fondazione del Banco di Sardegna, ora Fondazione di Sardegna. Dal 2016 consigliere di amministrazione di F2i sgr , fondo italiano per le infrastrutture Milano. 

### Incarichi e uffici ricoperti al Senato
Nella XIII Legislatura è stato Sottosegretario per il Commercio con l'estero nei governi Prodi I e D'Alema I. Vicepresidente del gruppo Democratici di Sinistra - l'Ulivo; Membro della 1ª Commissione permanente "Affari Costituzionali" e della 5ª Commissione permanente "Bilancio".
Nella XV Legislatura è stato Membro della 10ª Commissione permanente "Industria, Commercio e Turismo"; Membro della Commissione per l'esame di disegni di legge di conversione di decreti legge e Presidente Delegazione parlamentare italiana presso l'Assemblea parlamentare della NATO.
Nella XVI Legislatura è stato Vicepresidente della 3ª Commissione permanente "Affari esteri, emigrazione"; Membro e poi Vicepresidente della Delegazione parlamentare italiana presso l'Assemblea parlamentare della NATO.

### Incarichi e uffici ricoperti alla Camera
Nella XIV Legislatura è stato Membro della 3ª Commissione permanente "Affari Esteri e Comunitari" e della Commissione parlamentare per le Questioni Regionali.

### Cariche di partito
Dal 1984 al 1989 è stato Segretario regionale del PSI della Sardegna.
Dal 1994 al 2000 Presidente della Federazione Democratica.
Per i DS è stato componente della direzione nazionale dal 1998; Segretario Regionale della Sardegna dal 2000 al 2002; componente della Segreteria Nazionale: dal 2002 al 2005 come responsabile nazionale Dipartimento Regioni e dal 2006 al 2007 come responsabile nazionale Economia.
Segretario Regionale del Partito Democratico della Sardegna dal 2007 al 2008.